# Болховской, Семён Дмитриевич
Князь Семён Дмитриевич Болховский († 1584) — московский воевода, который первый возглавлял стрелецкое войско, посланное в Сибирь на помощь Ермаку. Рюрикович в XXII колене, из княжеского рода Болховские.
Сын воеводы, князя Дмитрия Ивановича Болховского. Имел братьев: князей Ивана и Петра Дмитриевичей.

## Биография
Помещик Берёзопольского стана Нижегородского уезда, имел половину деревни Шумиловой на реке Шумиловка, где владел тремя дворовыми и шестью крестьянами (1575—1576). Второй воевода в Курмыше (1583).
Во время Сибирского похода Ермака — князь Семён Дмитриевич с головами Иваном Глуховым (вероятно, что умер по дороге) и Иваном Киреевым (10 мая 1583) начали движение в Сибирь во главе 300 стрельцов. С ним отправлено много жалования, указано сказать милостивое Государево слово и отправить пленённого царевича Маметкула в Москву. Также заранее была отправлена царская грамота (07 января 1582) Семёну Аникеевичу, Максиму Яковлевичу и Никите Григорьевичу Строгановым о подготовке и предоставлении 50 служилых человек,15 стругов (лодок) с грузоподъёмностью по 20 человек и всевозможными припасами. Проводником был сподвижник Ермака — Иван Кольцо. Путь свой он совершал по следам Ермака Тимофеевича: сначала доехал до Строгановых, у них взял лодки и поплыл по Чусовой, далее через Уральский хребет и к Искеру подошёл (ноябрь 1583). Укрепил по дороге остроги Тюмень и Тобольск. Стрельцы не привезли с собой продовольствия, казаки же сумели заготовить припасы только для себя. Зимовка оказалась тяжёлой: сорокаградусные морозы, сильные ветры, глубокие снега. Охота почти ничего не давала. Все присланные стрельцы вместе с воеводой, князем Семёном Дмитриевичем умерли от голода и цинги.